# Stilobezzia spirogyrae
Stilobezzia spirogyrae är en tvåvingeart som beskrevs av Carter, Ingram och John William Scott Macfie 1921. Stilobezzia spirogyrae ingår i släktet Stilobezzia och familjen svidknott. Inga underarter finns listade i Catalogue of Life.